# Луї Летер'є
Луї Летер'є (фр. Louis Leterrier нар 17 червня 1973, Париж, Франція) — французький кінорежисер, який працює в Голлівуді.
Летер'є — друг Люка Бессона. Працював разом з ним над фільмами «Перевізник» і «Перевізник 2» з Джейсоном Стейтемом в головній ролі.
У Голлівуді він зняв трилер «Денні — пес» із Джетом Лі та Морганом Фріменом в головних ролях, а також екранізацію коміксу «Неймовірний Халк» (2008). 2021 року на стримінговій платформі Netflix вийшов серіал «Люпен» за мотивами творів Моріса Леблана, в якому Летер'є був режисером перших трьох епізодів.

## Біографія
Луї Летер'є народився 17 червня 1973 року в Парижі. Його батько — кінорежисер Франсуа Летер'є, а мати — костюмерка Катерін Летер'є (до шлюбу Фабіус).
Луї Летер'є є небожем французького політика Лорана Фабіуса. У підлітковому віці був ударником в одному з гуртів, але потім зацікавився кіно й почав знімати експериментальні короткометражні стрічки. У 18 років поїхав на навчання до США, де вступив до Мистецької школи Тіш при Нью-Йоркському університеті.
1997 року працював асистентом режисера Жана-П'єра Жене на зйомках фільму Чужий: Воскресіння. Повернувшись до Франції, працював з Люком Бессоном. Повернувшись до Франції, він працював з Люком Бессоном над виробництвом рекламних роликів для Club Internet та L'Oréal, а також над фільмом «Жанна д'Арк». Як другий помічник режисера він співпрацював із Аленом Шаба у постановці фільму «Астерікс і Обелікс: Місія Клеопатра» (2002).
Того ж 2002 року Луї Летер'є зняв бойовик «Перевізник» за участю Джейсона Сейтема . Хоча американський реліз зазначає його як художнього керівника, а Корі Юена — як режисера, титри європейського випуску подають його як режисера, а Юена — режисером зйомок. Пізніше Летер'є увійшов до так званої «стайні Бессона» — групи режисерів, що працюють над фільмами, створеними Люком Бессоном або пов'язані з ним, — разом із Крісом Наоном та П'єром Морелем. Фільм «Денні — пес» про бойові мистецтва став його сольним дебютним повнометражним фільмом (2004). Потім Люк Бессон довірив йому зйомки Перевізника 2, які проходили того ж разу в Маямі.
2008 року в рамках хвилі французьких режисерів, зайнятих у Голлівуді, він зняв свій перший американський великобюджетний фільм «Неймовірний Халк». Наступний його проект — римейк «Битви титанів» 1981 року, який випустив Warner Bros., вийшов 2 квітня 2010 року. Летер'є заявляв, що хотів би створити франшизу "Битви титанів ", якщо останній фільм виявиться успішним. Проте у червні 2010 року режисером продовження став Джонатан Лібесман, а участь Летер'є у майбутніх фільмах стала малоймовірною.
Летер'є був також режисером шпигунського комедійного фільму «Брати з Ґрімзбі» (2016) за сценарієм Саши Барона Коена, який також зіграв у цьому фільмі головну роль У березні 2015 року Deadline Hollywood повідомив, що Летер'є веде переговори про свою участь як режисера у трилері-фільмі "У глибині "для Sony Pictures Entertainment . Проте 3 червня 2015 року TheWrap повідомив, що Летер'є покинув фільм через творчі розбіжності та зменшення раніше заявленого бюджету.
2019 року Летер'є виступив режисером першого сезону серіалу Темний кристал: Доба опору для Netflix, що є приквелом до Темного кристала, і складається з десяти годинних епізодів.
2021 року на Netflix вийшов новий серіал «Люпен» за мотивами романів Моріса Леблана, в якому Летер'є був режисером перших трьох епізодів.
Одружений, має одну доньку.

## Фільмографія

### Фільми
- 1992 — Син Меконгу / The Son of the Mekong — стажер
- 1997 — Чужий: Воскресіння / Alien Resurrection — асистент на знімальному майданчику
- 1999 — Жанна д'Арк / Jeanne d'Arc — асистент із виробництва
- 2002 — Астерікс і Обелікс: Місія «Клеопатра» / Asterix & Obelix: Mission Cleopatra — помічник режисера, актор
- 2002 — Перевізник / The Transporter — співрежисер, художній керівник
- 2005 — Денні — пес / Danny the Dog — режисер
- 2005 — Перевізник 2 / Transporter 2 — режисер
- 2008 — Неймовірний Халк / The Incredible Hulk — режисер
- 2010 — Битва титанів / Clash of the Titans — режисер
- 2012 — Гнів титанів / Wrath of the Titans — виконавчий продюсер
- 2013 — Ілюзія обману / Now You See Me — режисер
- 2016 — Брати з Грімсбі / Grimsby — режисер
- 2016 — Арес / Arès — співпродюсер
- 2016 — Ілюзія обману: Другий акт / Now You See Me 2 — виконавчий продюсер
- 2022 — Жарти в сторону 2 / Loin du périph — режисер
- 2023 — Форсаж 10 / Fast X — режисер
- 2023 — Кудлаті перці / Strays — продюсер
- 2026 — Форсаж 11 / Fast X: Part 2 — режисер

### Телебачення
- 2017 — Тайкун / Tycoon — режисер (9 епізодів), виконавчий продюсер
- 2019 — Темний кристал: Доба опору / The Dark Crystal: Age of Resistance — режисер (10 епізодів), виконавчий продюсер
- 2021 — Люпен / Lupin — режисер (перші три епізоди)
- TBA — Темна матерія / Dark Matter — режисер, виконавчий продюсер